# Daniel Norling
Lars Daniel Norling (Estocolmo, 16 de enero de 1888-Malmö, 28 de agosto de 1958) fue un deportista sueco que compitió en gimnasia artística y hípica.
Participó en tres Juegos Olímpicos de Verano entre los años 1908 y 1920, obteniendo tres medallas de oro, en las ediciones de Londres 1908, Estocolmo 1912 y Amberes 1920.

## Palmarés internacional
| Juegos Olímpicos | Juegos Olímpicos      | Juegos Olímpicos | Juegos Olímpicos     |
| Año              | Lugar                 | Medalla          | Prueba               |
| ---------------- | --------------------- | ---------------- | -------------------- |
| 1908             | Londres (Reino Unido) | Medalla de oro   | Concurso por equipos |
| 1912             | Estocolmo (Suecia)    | Medalla de oro   | Sistema sueco        |

| Juegos Olímpicos | Juegos Olímpicos  | Juegos Olímpicos | Juegos Olímpicos |
| Año              | Lugar             | Medalla          | Categoría        |
| ---------------- | ----------------- | ---------------- | ---------------- |
| 1920             | Amberes (Bélgica) | Medalla de oro   | Por equipos      |